# 南巴斯克地区

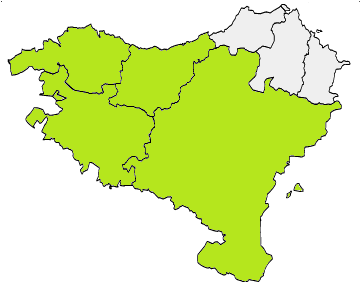
南巴斯克地区

南巴斯克地区，又稱西属巴斯克地区（西班牙語：País Vasco español），是西歐巴斯克地區南面屬於西班牙領土的一部份，包括巴斯克自治區（阿拉瓦、吉普斯夸、比斯开）和納瓦拉。

## 另見
- 北巴斯克地区
- 巴斯克地區
- 巴斯克的紋章（英语：Basque coat of arms）
- 納瓦拉的腐敗（英语：Corruption in Navarre）